# East Ayton
East Ayton – wieś w Anglii, w hrabstwie North Yorkshire, w dystrykcie (unitary authority) North Yorkshire. Leży 52 km na północny wschód od miasta York i 306 km na północ od Londynu. W 2001 miejscowość liczyła 1687 mieszkańców.